# Kinetheodolit
Als Kinetheodolit (vereinzelt auch Kinotheodolit) werden große, für die nachgeführte Messung zu rasch bewegten Hochzielen entwickelte Theodolite bezeichnet.

## Entwicklung

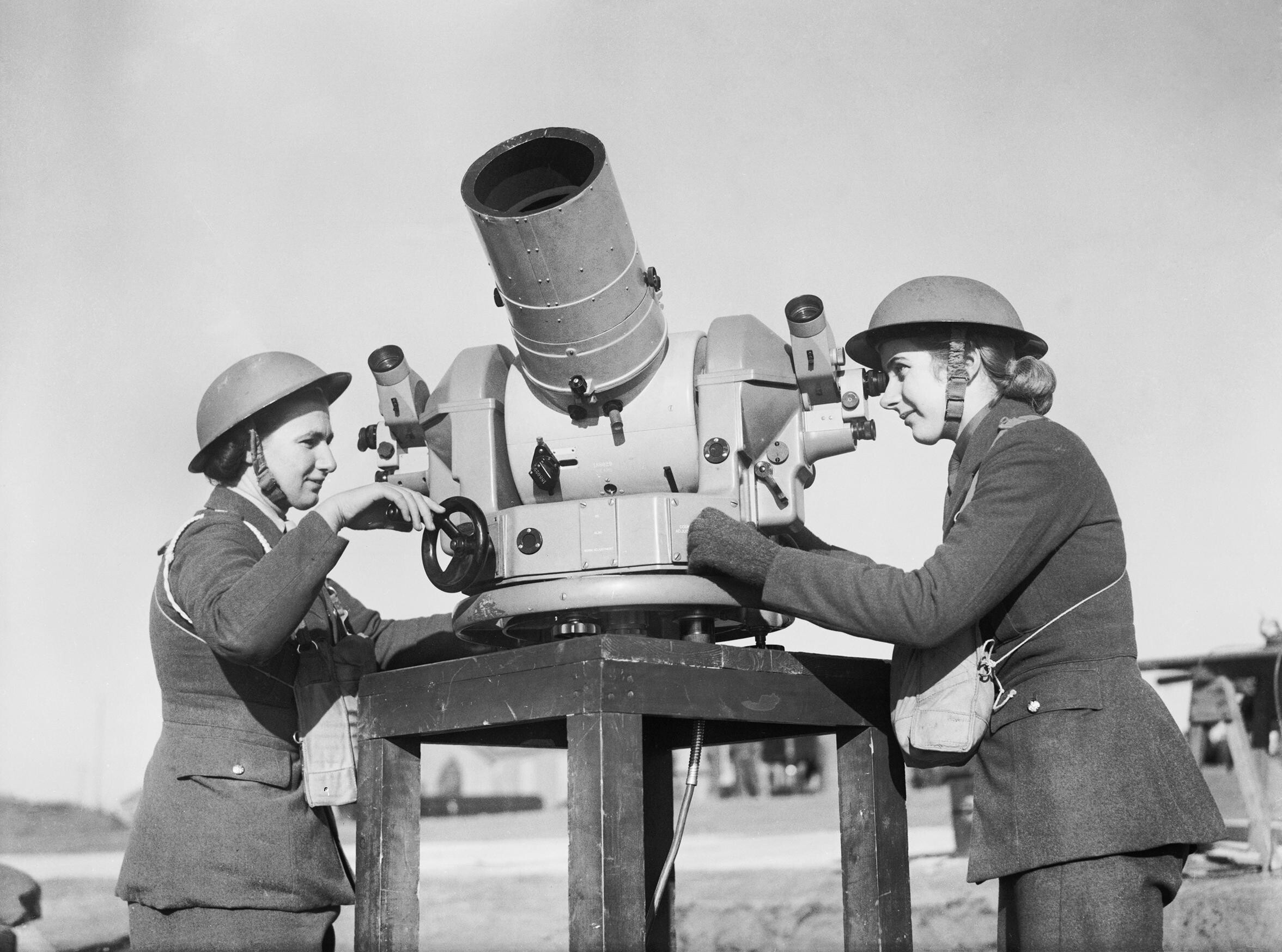
Zwei ATS-Helferinnen, die eingeteilt wurden, um mit einem Kinetheodolit Flugabwehrfeuer im Zweiten Weltkrieg zu beobachten.

Erste Prototypen entstanden bereits vor dem Zweiten Weltkrieg zur Steuerung der Flugabwehr und teilweise als motorisierter Theodolit. Weiterentwickelt unter den Auspizien der Robotik (siehe auch Erwin Gigas) dienten sie bald zur genauen Bahnvermessung für die Ballistik von hohen Flugkörpern, vereinzelt auch für die Erdmessung mittels Stellartriangulation. Einen großen Entwicklungsschub erhielten sie einige Jahre vor dem praktischen Beginn der Raumfahrt.
Den ersten auch für die präzise Satellitengeodäsie geeigneten Kinetheodolit baute zu Beginn der 1950er Jahre die optisch-feinmechanische Firma Askania in Berlin, die als unabhängiges Unternehmen bis in die 1980er bestand. Etwas später folgte die schweizerische, im Bereich der Zeichenautomaten tätige Firma Contraves, deren Spezialtheodolite teilweise bis heute im Einsatz sind.
Diese beiden bekanntesten Instrumente erlauben eine genaue Bahnbestimmung von ballistischen Flugkörpern (Raketen, Abwurf- und Raketentests) sowie von Ballonsonden (Wetter- und andere Ballonaufstiege) und natürlich von künstlichen Erdsatelliten, indem zwei Beobachter – jeder an einem eigenen Okular  – den Flugkörper in Azimut beziehungsweise in Höhenwinkel beobachten und am jeweiligen Messfaden halten.
Die genaue Registrierung der gemessenen Winkel erfolgt automatisch, ebenso wie die zugehörige Zeitmessung (deren Genauigkeit bereits um 1960 die Millisekunde deutlich unterschritt). Beide Messgeräte sind sowohl im Unterbau als auch im Messteil sehr massiv gebaut (Gewicht  über 100 kg), wobei die zwei Beobachter auf einer gemeinsamen und drehbaren, lafettenartigen Vorrichtung sitzen.

## Moderne Anwendungen
Ein ähnliches, aber wesentlich kleineres Instrument ist (beziehungsweise war) das Moonwatch Apogee, das allerdings für den Einsatz mit einem Beobachter ausgelegt ist: der Unterbau stellt eine theodolitähnliche, aber sehr massive Altazimut-Montierung dar, die ein etwa 70 cm langes, sehr lichtstarkes Fernrohr trägt (freie Öffnung etwa 15 cm, Vergrößerung 20-fach). Die Teilkreise sind nicht in Grad, sondern in mil geteilt (das Gerät wurde ursprünglich für das US-Militär entwickelt), und die Beobachtung der Satelliten erfolgt wie bei einem Sterndurchgang durch ein vertikales Fadennetz. Da es bei Winkelgeschwindigkeiten zwischen 0,1° und 3° pro Sekunde, wie sie bei erdnahen Satelliten auftreten, praktisch unmöglich ist, als Einzelbeobachter eine Zielung genau im Fadennetz zu erreichen, wird die Abweichung an einer 5'- oder 10'-Skala direkt im Gesichtsfeld gemessen und zum abgelesenen Höhenwinkel addiert beziehungsweise subtrahiert.
Sowohl die Apogee- als auch die Kinetheodolite wurden im Zuge der technischen Entwicklung ab etwa 1965 an den Rand gedrängt und um 1975 großteils außer Dienst gestellt. Die doch sehr personalintensiven Messungen, die insbesondere für fotografisch kaum schaffbare Durchgangsmessungen in der Dämmerung beziehungsweise von sehr schnell ablaufenden Reentry-Phänomenen eine große Rolle spielten, werden heute teilweise durch Verfahren der Funkortung, teilweise durch auf CCD umgerüstete Satellitenkameras durchgeführt.
In diesem Zusammenhang mit schwer beobachtbaren Flugkörpern entstanden auch Forschungsprojekte zur Erfassung des Weltraummülls, der heute viele hundert „tote“ Satelliten und weit über 5.000 andere umlaufende Körper beziehungsweise Bauteile über 10 cm Größe umfassen dürfte. Spezielle Suchprogramme, die seinerzeit mit Kinetheodoliten oder im Moonwatch- und Apogee-Programm von NASA und Smithsonian Astrophysical Observatory (SAO) starteten, wurden ab 1995 für CCD-Kameras weiterentwickelt, unter anderem an der TU Wien, der Universität Bern, bei der deutschen DLR und an einigen Forschungsinstituten der USA und Russlands.